# Stankonia
| Críticas profissionais | Críticas profissionais |
| Avaliações da crítica  | Avaliações da crítica  |
| Fonte                  | Avaliação              |
| ---------------------- | ---------------------- |
| Allmusic               | [ 1 ]                  |
| Robert Christgau       | A                      |
| Entertainment Weekly   | A                      |
| The New York Times     | favorável              |
| NME                    | 9/10                   |
| PopMatters             | favorável              |
| Rolling Stone          | [ 7 ]                  |
| Sputnikmusic           | 4.5/5                  |
| USA Today              | [ 9 ]                  |
| The Village Voice      | favorável              |

Stankonia é o quarto álbum de estúdio da banda OutKast, lançado a 31 de Outubro de 2000 pela LaFace Records. O álbum estreou no número 2 na Billboard 200 nos EUA, vendendo mais de 530,000 cópias na primeira semana. Stankonia recebeu aclamação geral da maioria dos críticos de música, baseado numa pontuação de 95/100 no Metacritic. A revista Time classificou o disco como um dos 100 melhores álbuns de todos os tempos. Em 2009 a Pitchfork Media classificou-o no nº 13 dos melhores 200 discos do ano 2000. Em 2003, o álbum foi escolhido o 359º na lista dos 500 melhores álbuns da Rolling Stone.

## Faixas
1. "Intro" - 1:09
2. "Gasoline Dreams" (com Khujo Goodie of Goodie Mob) - 3:34
3. "I'm Cool" (Interlude) - 0:42
4. "So Fresh, So Clean" - 4:00
  - Amostras de "Before the Night is Over" por Joe Simon
5. "Ms. Jackson" - 4:30
  - Amostras de "Strawberry Letter #23" de The Brothers Johnson
6. "Snappin' & Trappin'" (com Killer Mike & J-Sweet) - 4:19
7. "D.F." (Interlude) - 0:27
8. "Spaghetti Junction" - 3:57
9. "Kim & Cookie" (Interlude) - 1:12
10. "I'll Call Before I Come" (com Gangsta Boo & Eco) - 4:18
11. "B.O.B." - 5:04
12. "Xplosion" (com B-Real) - 4:08
13. "Good Hair" (Interlude) - 0:14
14. "We Luv Deez Hoez" (com BackBone & Big Gipp of Goodie Mob) - 4:10
  - Amostras de "Worldwide" de Allen Toussaint
15. "Humble Mumble" (com Erykah Badu) - 4:50
16. "Drinkin' Again (Interlude)" - 0:24
17. "?" - 1:29
18. "Red Velvet" - 3:52
19. "Cruisin' in the ATL" (Interlude) - 0:19
20. "Gangsta Shit" (com Slimm Calhoun, C-Bone & T-Mo of Goodie Mob) (Produzido por Carl Mo para a Earthtone III) - 4:41
21. "Toilet Tisha" - 4:24
22. "Slum Beautiful" (com Cee-Lo of Goodie Mob) - 4:07
23. "Pre-Nump (Interlude)" - 0:27
24. "Stankonia (Stanklove)" (com Big Rube & Sleepy Brown) - 6:51

## Performance nas paradas
| Parada (2000)               | Posição topo |
| --------------------------- | ------------ |
| U.S. Billboard 200          | 2            |
| U.S. Top R&B/Hip Hop Albums | 2            |
| Top Canadian Albums         | 4            |